# Kvalifikace na Mistrovství Evropy ve fotbale 2008 – skupina B
Zápasy této kvalifikační skupiny na Mistrovství Evropy ve fotbale 2008 se konaly v letech 2006 a 2007. Ze sedmi účastníků si postup na závěrečný turnaj zajistily první dva týmy.

## Tabulka
| Poř. | Země            | Z  | V | R | P  | VG | OG | B  |
| ---- | --------------- | -- | - | - | -- | -- | -- | -- |
| 1.   | Itálie          | 12 | 9 | 2 | 1  | 22 | 9  | 29 |
| 2.   | Francie         | 12 | 8 | 2 | 2  | 25 | 5  | 26 |
| 3.   | Skotsko         | 12 | 8 | 0 | 4  | 21 | 12 | 24 |
| 4.   | Ukrajina        | 12 | 5 | 2 | 5  | 18 | 16 | 17 |
| 5.   | Litva           | 12 | 5 | 1 | 6  | 11 | 13 | 16 |
| 6.   | Gruzie          | 12 | 3 | 1 | 8  | 16 | 19 | 10 |
| 7.   | Faerské ostrovy | 12 | 0 | 0 | 12 | 4  | 43 | 0  |

## Křížová tabulka
| Země            | Faerské ostrovy | Francie | Gruzie | Itálie | Litva | Skotsko | Ukrajina |
| --------------- | --------------- | ------- | ------ | ------ | ----- | ------- | -------- |
| Faerské ostrovy | –               | 0:6     | 0:6    | 1:2    | 0:1   | 0:2     | 0:2      |
| Francie         | 5:0             | –       | 1:0    | 3:1    | 2:0   | 0:1     | 2:0      |
| Gruzie          | 3:1             | 0:3     | –      | 1:3    | 0:1   | 2:0     | 1:1      |
| Itálie          | 3:1             | 0:0     | 2:0    | –      | 1:1   | 2:0     | 2:0      |
| Litva           | 2:1             | 0:1     | 1:0    | 0:2    | –     | 1:2     | 2:0      |
| Skotsko         | 6:0             | 1:0     | 2:1    | 0:2    | 3:1   | –       | 3:1      |
| Ukrajina        | 5:0             | 2:2     | 3:2    | 1:2    | 1:0   | 2:0     | –        |

## Zápasy
| 16. srpna 2006 18:00 UTC+1 |        |                                                                        |                                                                             |
| Faerské ostrovy            | 0 – 6  | Gruzie                                                                 | Svangaskard, Toftir diváci: 2,114 rozhodčí: Michael Ross (Northern Ireland) |
|                            | Report | Mujiri 16' Iashvili 18' Arveladze 37', 62', 82' Kobiashvili 51' (pen.) | Svangaskard, Toftir diváci: 2,114 rozhodčí: Michael Ross (Northern Ireland) |

| 2. září 2006 15:00 UTC+1                                                     |        |                 |                                                                    |
| Skotsko                                                                      | 6 – 0  | Faerské ostrovy | Celtic Park, Glasgow diváci: 50,059 rozhodčí: Igor Jegorov (Rusko) |
| Fletcher 7' McFadden 10' Boyd 24' (pen.), 38' Miller 30' (pen.) O'Connor 85' | Report |                 | Celtic Park, Glasgow diváci: 50,059 rozhodčí: Igor Jegorov (Rusko) |

| 2. září 2006 20:00 UTC+4 |        |                                        |                                                                                      |
| Gruzie                   | 0 – 3  | Francie                                | Boris Paichadze Stadium, Tbilisi diváci: 65,000 rozhodčí: Jan Wegereef (Netherlands) |
|                          | Report | Malouda 7' Saha 15' Asatiani 47' (vl.) | Boris Paichadze Stadium, Tbilisi diváci: 65,000 rozhodčí: Jan Wegereef (Netherlands) |

| 2. září 2006 20:50 UTC+2 |        |                  |                                                                           |
| Itálie                   | 1 – 1  | Litva            | Stadio San Paolo, Neapol diváci: 60,000 rozhodčí: Martin Hansson (Sweden) |
| Inzaghi 30'              | Report | Danilevičius 21' | Stadio San Paolo, Neapol diváci: 60,000 rozhodčí: Martin Hansson (Sweden) |

| 6. září 2006 19:00 UTC+3         |        |                              |                                                                               |
| Ukrajina                         | 3 – 2  | Gruzie                       | NSC Olimpiysky, Kyjev diváci: 40,000 rozhodčí: Jaroslav Jara (Czech Republic) |
| Ševčenko 31' Rotan 61' Rusol 80' | Report | Arveladze 38' Demetradze 60' | NSC Olimpiysky, Kyjev diváci: 40,000 rozhodčí: Jaroslav Jara (Czech Republic) |

| 6. září 2006 19:30 UTC+3 |        |                       |                                                                                   |
| Litva                    | 1 – 2  | Skotsko               | S.Darius and S.Girėnas, Kaunas diváci: 6,500 rozhodčí: Vladimir Hrinak (Slovakia) |
| Miceika 85'              | Report | Dailly 46' Miller 62' | S.Darius and S.Girėnas, Kaunas diváci: 6,500 rozhodčí: Vladimir Hrinak (Slovakia) |

| 6. září 2006 21:00 UTC+2 |        |               |                                                                                |
| Francie                  | 3 – 1  | Itálie        | Stade de France, Saint-Denis diváci: 78,800 rozhodčí: Herbert Fandel (Germany) |
| Govou 2', 55' Henry 18'  | Report | Gilardino 20' | Stade de France, Saint-Denis diváci: 78,800 rozhodčí: Herbert Fandel (Germany) |

| 7. října 2006 15:00 UTC+1 |        |            |                                                                         |
| Faerské ostrovy           | 0 – 1  | Litva      | Tórsvøllur, Tórshavn diváci: 1,982 rozhodčí: Anthony Buttimer (Ireland) |
|                           | Report | Skerla 89' | Tórsvøllur, Tórshavn diváci: 1,982 rozhodčí: Anthony Buttimer (Ireland) |

| 7. října 2006 17:00 UTC+1 |        |         |                                                                              |
| Skotsko                   | 1 – 0  | Francie | Hampden Park, Glasgow diváci: 52,500 rozhodčí: Massimo Busacca (Switzerland) |
| Caldwell 67'              | Report |         | Hampden Park, Glasgow diváci: 52,500 rozhodčí: Massimo Busacca (Switzerland) |

| 7. října 2006 20:50 UTC+2 |        |          |                                                                        |
| Itálie                    | 2 – 0  | Ukrajina | Stadio Olimpico, Rome diváci: 49,149 rozhodčí: Kyros Vassaras (Greece) |
| Oddo 71' (pen.) Toni 79'  | Report |          | Stadio Olimpico, Rome diváci: 49,149 rozhodčí: Kyros Vassaras (Greece) |

| 11. října 2006 19:00 UTC+3     |        |         |                                                                        |
| Ukrajina                       | 2 – 0  | Skotsko | NSC Olimpiysky, Kyjev diváci: 55,000 rozhodčí: Martin Hansson (Sweden) |
| Kucher 60' Ševčenko 90' (pen.) | Report |         | NSC Olimpiysky, Kyjev diváci: 55,000 rozhodčí: Martin Hansson (Sweden) |

| 11. října 2006 20:00 UTC+4 |        |                                          |                                                                                |
| Gruzie                     | 1 – 3  | Itálie                                   | Boris Paichadze Stadium, Tbilisi diváci: 50,000 rozhodčí: Mike Riley (England) |
| Shashiashvili 26'          | Report | De Rossi 18' Camoranesi 63' Perrotta 71' | Boris Paichadze Stadium, Tbilisi diváci: 50,000 rozhodčí: Mike Riley (England) |

| 11. října 2006 21:00 UTC+2                      |        |                 |                                                                                     |
| Francie                                         | 5 – 0  | Faerské ostrovy | Stade Auguste Bonal, Montbéliard diváci: 19,314 rozhodčí: Sorin Corpodean (Romania) |
| Saha 1' Henry 22' Anelka 77' Trézéguet 78', 84' | Report |                 | Stade Auguste Bonal, Montbéliard diváci: 19,314 rozhodčí: Sorin Corpodean (Romania) |

| 24. března 2007 15:00 UTC+0 |        |               |                                                                             |
| Skotsko                     | 2 – 1  | Gruzie        | Hampden Park, Glasgow diváci: 50,850 rozhodčí: Nicolai Vollquartz (Denmark) |
| Boyd 11' Beattie 89'        | Report | Arveladze 41' | Hampden Park, Glasgow diváci: 50,850 rozhodčí: Nicolai Vollquartz (Denmark) |

| 24. března 2007 15:00 UTC+0 |        |                           |                                                                    |
| Faerské ostrovy             | 0 – 2  | Ukrajina                  | Svangaskard, Toftir diváci: 717 rozhodčí: Damir Skomina (Slovenia) |
|                             | Report | Jezerskij 20' Husijev 57' | Svangaskard, Toftir diváci: 717 rozhodčí: Damir Skomina (Slovenia) |

| 24. března 2007 19:00 UTC+2 |        |            |                                                                              |
| Litva                       | 0 – 1  | Francie    | S.Darius and S.Girėnas, Kaunas diváci: 8,000 rozhodčí: Howard Webb (England) |
|                             | Report | Anelka 73' | S.Darius and S.Girėnas, Kaunas diváci: 8,000 rozhodčí: Howard Webb (England) |

| 28. března 2007 18:00 UTC+3 |        |       |                                                                               |
| Ukrajina                    | 1 – 0  | Litva | Chornomorets Stadium, Odessa diváci: 33,600 rozhodčí: Florian Meyer (Germany) |
| Husijev 47'                 | Report |       | Chornomorets Stadium, Odessa diváci: 33,600 rozhodčí: Florian Meyer (Germany) |

| 28. března 2007 18:00 UTC+4            |        |                 |                                                                                    |
| Gruzie                                 | 3 – 1  | Faerské ostrovy | Boris Paichadze Stadium, Tbilisi diváci: 15,000 rozhodčí: Pavel Saliy (Kazakhstan) |
| Siradze 25' Iashvili 46', 90+5' (pen.) | Report | R. Jacobsen 57' | Boris Paichadze Stadium, Tbilisi diváci: 15,000 rozhodčí: Pavel Saliy (Kazakhstan) |

| 28. března 2007 20:50 UTC+2 |        |         |                                                                               |
| Itálie                      | 2 – 0  | Skotsko | Stadio San Nicola, Bari diváci: 37,500 rozhodčí: Frank De Bleeckere (Belgium) |
| Toni 12', 70'               | Report |         | Stadio San Nicola, Bari diváci: 37,500 rozhodčí: Frank De Bleeckere (Belgium) |

| 2. června 2007 21:00 UTC+3 |        |        |                                                                                        |
| Litva                      | 1 – 0  | Gruzie | S.Darius and S.Girėnas, Kaunas diváci: 6,000 rozhodčí: Claudio Circhetta (Switzerland) |
| Mikoliūnas 78'             | Report |        | S.Darius and S.Girėnas, Kaunas diváci: 6,000 rozhodčí: Claudio Circhetta (Switzerland) |

| 2. června 2007 21:00 UTC+2 |        |          |                                                                                     |
| Francie                    | 2 – 0  | Ukrajina | Stade de France, Saint-Denis diváci: 80,051 rozhodčí: Luis Medina Cantalejo (Spain) |
| Ribéry 57' Anelka 71'      | Report |          | Stade de France, Saint-Denis diváci: 80,051 rozhodčí: Luis Medina Cantalejo (Spain) |

| 2. června 2007 19:45 UTC+1 |        |                  |                                                                    |
| Faerské ostrovy            | 1 – 2  | Itálie           | Tórsvøllur, Tórshavn diváci: 5,987 rozhodčí: Robert Malek (Poland) |
| R. Jacobsen 77'            | Report | Inzaghi 12', 48' | Tórsvøllur, Tórshavn diváci: 5,987 rozhodčí: Robert Malek (Poland) |

| 6. června 2007 17:15 UTC+1 |        |                          |                                                                          |
| Faerské ostrovy            | 0 – 2  | Skotsko                  | Svangaskard, Toftir diváci: 4,600 rozhodčí: Georgios Kasnaferis (Greece) |
|                            | Report | Maloney 31' O'Connor 35' | Svangaskard, Toftir diváci: 4,600 rozhodčí: Georgios Kasnaferis (Greece) |

| 6. června 2007 21:00 UTC+2 |        |        |                                                                                        |
| Francie                    | 1 – 0  | Gruzie | Stade de l'Abbé Deschamps, Auxerre diváci: 21,000 rozhodčí: Lucílio Batista (Portugal) |
| Nasri 33'                  | Report |        | Stade de l'Abbé Deschamps, Auxerre diváci: 21,000 rozhodčí: Lucílio Batista (Portugal) |

| 6. června 2007 21:45 UTC+3 |        |                       |                                                                                  |
| Litva                      | 0 – 2  | Itálie                | S.Darius and S.Girėnas, Kaunas diváci: 7,000 rozhodčí: Pieter Vink (Netherlands) |
|                            | Report | Quagliarella 31', 45' | S.Darius and S.Girėnas, Kaunas diváci: 7,000 rozhodčí: Pieter Vink (Netherlands) |

| 8. září 2007 15:00 UTC+1          |        |                         |                                                                         |
| Skotsko                           | 3 – 1  | Litva                   | Hampden Park, Glasgow diváci: 51,349 rozhodčí: Damir Skomina (Slovenia) |
| Boyd 31' McManus 77' McFadden 83' | Report | Danilevičius 61' (pen.) | Hampden Park, Glasgow diváci: 51,349 rozhodčí: Damir Skomina (Slovenia) |

| 8. září 2007 19:00 UTC+4 |        |            |                                                                                   |
| Gruzie                   | 1 – 1  | Ukrajina   | Boris Paichadze Stadium, Tbilisi diváci: 25,000 rozhodčí: Alain Hamer (Lucemburk) |
| Siradze 87'              | Report | Šelajev 7' | Boris Paichadze Stadium, Tbilisi diváci: 25,000 rozhodčí: Alain Hamer (Lucemburk) |

| 8. září 2007 20:50 UTC+2 |        |         |                                                                  |
| Itálie                   | 0 – 0  | Francie | San Siro, Milán diváci: 80,000 rozhodčí: Ľuboš Micheľ (Slovakia) |
|                          | Report |         | San Siro, Milán diváci: 80,000 rozhodčí: Ľuboš Micheľ (Slovakia) |

| 12. září 2007 20:00 UTC+3      |        |                   |                                                                                    |
| Litva                          | 2 – 1  | Faerské ostrovy   | S.Darius and S.Girėnas, Kaunas diváci: 4,000 rozhodčí: Tsvetan Georgiev (Bulgaria) |
| Jankauskas 8' Danilevičius 52' | Report | R. Jacobsen 90+3' | S.Darius and S.Girėnas, Kaunas diváci: 4,000 rozhodčí: Tsvetan Georgiev (Bulgaria) |

| 12. září 2007 21:45 UTC+3 |        |                    |                                                                      |
| Ukrajina                  | 1 – 2  | Itálie             | NSC Olimpiysky, Kyjev diváci: 41,500 rozhodčí: Howard Webb (England) |
| Ševčenko 71'              | Report | Di Natale 41', 77' | NSC Olimpiysky, Kyjev diváci: 41,500 rozhodčí: Howard Webb (England) |

| 12. září 2007 21:00 UTC+2 |        |              |                                                                          |
| Francie                   | 0 – 1  | Skotsko      | Parc des Princes, Paříž diváci: 42,000 rozhodčí: Konrad Plautz (Austria) |
|                           | Report | McFadden 64' | Parc des Princes, Paříž diváci: 42,000 rozhodčí: Konrad Plautz (Austria) |

| 13. října 2007 15:00 UTC+1           |        |              |                                                                          |
| Skotsko                              | 3 – 1  | Ukrajina     | Hampden Park, Glasgow diváci: 50,589 rozhodčí: Pieter Vink (Netherlands) |
| Miller 4' McCulloch 10' McFadden 68' | Report | Ševčenko 24' | Hampden Park, Glasgow diváci: 50,589 rozhodčí: Pieter Vink (Netherlands) |

| 13. října 2007 16:00 UTC+1 |        |                                                               |                                                                          |
| Faerské ostrovy            | 0 – 6  | Francie                                                       | Tórsvøllur, Tórshavn diváci: 8,076 rozhodčí: Gabriele Rossi (San Marino) |
|                            | Report | Anelka 6' Henry 8' Benzema 50', 81' Rothen 66' Ben Arfa 90+4' | Tórsvøllur, Tórshavn diváci: 8,076 rozhodčí: Gabriele Rossi (San Marino) |

| 13. října 2007 20:50 UTC+2 |        |        |                                                                                   |
| Itálie                     | 2 – 0  | Gruzie | Stadio Luigi Ferraris, Genoa diváci: 23,057 rozhodčí: Carlos Megía Dávila (Spain) |
| Pirlo 44' Grosso 84'       | Report |        | Stadio Luigi Ferraris, Genoa diváci: 23,057 rozhodčí: Carlos Megía Dávila (Spain) |

| 17. října 2007 19:00 UTC+3                        |        |                 |                                                                            |
| Ukrajina                                          | 5 – 0  | Faerské ostrovy | NSC Olympiyskiy Stadium, Kyjev diváci: 3,000 rozhodčí: Haim Jakov (Israel) |
| Kalyničenko 40', 49' Husijev 43', 45' Vorobej 64' | Report |                 | NSC Olympiyskiy Stadium, Kyjev diváci: 3,000 rozhodčí: Haim Jakov (Israel) |

| 17. října 2007 21:00 UTC+4 |        |         |                                                                                  |
| Gruzie                     | 2 – 0  | Skotsko | Boris Paichadze Stadium, Tbilisi diváci: 36,500 rozhodčí: Knut Kircher (Germany) |
| Mchedlidze 16' Siradze 64' | Report |         | Boris Paichadze Stadium, Tbilisi diváci: 36,500 rozhodčí: Knut Kircher (Germany) |

| 17. října 2007 21:00 UTC+2 |        |       |                                                                                |
| Francie                    | 2 – 0  | Litva | Stade de la Beaujoire, Nantes diváci: 36,350 rozhodčí: Viktor Kassai (Hungary) |
| Henry 80', 81'             | Report |       | Stade de la Beaujoire, Nantes diváci: 36,350 rozhodčí: Viktor Kassai (Hungary) |

| 17. listopadu 2007 17:00 UTC+0 |        |                       |                                                                               |
| Skotsko                        | 1 – 2  | Itálie                | Hampden Park, Glasgow diváci: 51,301 rozhodčí: Manuel Mejuto González (Spain) |
| Ferguson 65'                   | Report | Toni 2' Panucci 90+1' | Hampden Park, Glasgow diváci: 51,301 rozhodčí: Manuel Mejuto González (Spain) |

| 17. listopadu 2007 20:00 UTC+2 |        |          |                                                                                         |
| Litva                          | 2 – 0  | Ukrajina | S.Darius and S.Girėnas, Kaunas diváci: 3,000 rozhodčí: David Malcolm (Northern Ireland) |
| Savėnas 41' Danilevičius 67'   | Report |          | S.Darius and S.Girėnas, Kaunas diváci: 3,000 rozhodčí: David Malcolm (Northern Ireland) |

| 21. listopadu 2007 19:30 UTC+4 |        |                        |                                                                                          |
| Gruzie                         | 0 – 2  | Litva                  | Boris Paichadze Stadium, Tbilisi diváci: 30,000 rozhodčí: Ljubomir Krstevski (Macedonia) |
|                                | Report | Kšanavičius 52', 90+6' | Boris Paichadze Stadium, Tbilisi diváci: 30,000 rozhodčí: Ljubomir Krstevski (Macedonia) |

| 21. listopadu 2007 20:30 UTC+1               |        |                 |                                                                                 |
| Itálie                                       | 3 – 1  | Faerské ostrovy | Stadio Alberto Braglia, Modena diváci: 19,000 rozhodčí: Florian Meyer (Germany) |
| Benjaminsen 11' (vl.) Toni 36' Chiellini 41' | Report | R. Jacobsen 83' | Stadio Alberto Braglia, Modena diváci: 19,000 rozhodčí: Florian Meyer (Germany) |

| 21. listopadu 2007 21:30 UTC+2 |        |                     |                                                                             |
| Ukrajina                       | 2 – 2  | Francie             | NSC Olympiyskij, Kyjev diváci: 30,000 rozhodčí: Tom Henning Øvrebø (Norway) |
| Voronin 14' Ševčenko 46'       | Report | Henry 20' Govou 34' | NSC Olympiyskij, Kyjev diváci: 30,000 rozhodčí: Tom Henning Øvrebø (Norway) |